# Mr Quigley l'Australien
Pour plus de détails, voir Fiche technique et Distribution.
Mr Quigley, l'Australien (Quigley Down Under) est un film américain réalisé par Simon Wincer en 1990.
Le terme Down Under (« en bas, en dessous ») dans le titre original est couramment utilisé en anglais pour désigner l'Australie.

## Synopsis
Matthew Quigley est un marksman américain. En 1860, venu du Montana, il débarque à Fremantle en Australie, avec pour seuls bagages sa selle et sa carabine, après avoir répondu à une offre d'emploi. Le travail consiste à éliminer des dingos qui attaquent le bétail. Ce sont des canidés très méfiants, et son fusil Sharps avec lequel il est capable de faire mouche à 900 yards, devrait faire merveille. Quigley ignore qu'en fait le grand propriétaire australien, qui l'a fait venir à grands frais, veut lui faire éradiquer les aborigènes qui persistent à vivre sur "ses" terres. À peine a-t-il touché le sol que Quigley assiste à une bagarre opposant trois individus qui se disputent une prostituée un peu folle, Crazy Cora.

## Fiche technique
- Titre original :  Quigley Down Under
- Titre français : Mr Quigley, l'Australien
- Réalisation : Simon Wincer
- Scénario : John Hill
- Directeur de la photographie : David Eggby, A.C.S.
- Montage : Adrian Carr
- Costumes : Ross Major
  - Costumes de Laura San Giacomo et de Tom Selleck dessinés par Wayne Finkelman
- Casting : Michael Lynch et Rae Davidson
- Musique : Basil Poledouris
- Production : Stanley O'Toole (en) et Alexandra Rose
  - Coproducteur : Megan Rose
  - Producteurs exécutifs : Dodi Al-Fayed
- Société de production : Pathé Entertainment
- Société de distribution : Metro-Goldwyn-Mayer
- Pays de production :  États-Unis,  Australie
- Langue : anglais
- Format : couleur
- Ratio : 2.35 : 1
- Son : Dolby SR
- Genre : western, aventure
- Durée : 115 minutes
- Dates de sortie :
  - États-Unis : 19 octobre 1990
  - France : 16 janvier 1991
- Budget : ~ 20 000 000 $ US | Box office : ~ 21 413 105 $ US

## Distribution
- Tom Selleck (VF : Claude Giraud) : Matthew Quigley
- Laura San Giacomo (VF : Élisabeth Wiener) : Crazy Cora
- Alan Rickman (VF : Michel Papineschi) : Elliott Marston
- Chris Haywood : le major Ashley Pitt
- Ron Haddrick : Grimmelman
- Tony Bonner (VF : Joël Martineau) : Dobkin
- Jerome Ehlers : Coogan
- Roger Ward : Brophy
- Ben Mendelsohn (VF : Luq Hamet) : O'Flynn
- Steve Dodd : Kunkurra